# Valenciennea parva
 Valenciennea parva és una espècie de peix de la família dels gòbids i de l'ordre dels perciformes.

## Morfologia
- Els mascles poden assolir 10 cm de longitud total.[4][5]

## Reproducció
És monògam.

## Hàbitat
És un peix marí, de clima tropical i associat als esculls de corall que viu entre 1-15 m de fondària.

## Distribució geogràfica
Es troba a Austràlia, Indonèsia, el Japó (incloent-hi les Illes Ryukyu), Kiribati, les Maldives, les Illes Marshall, Palau, Papua Nova Guinea, les Filipines, Samoa, les Seychelles i Vanuatu.

## Observacions
És inofensiu per als humans.